# Quesnelia seideliana
Quesnelia seideliana es una especie de plantas del género Quesnelia, familia Bromeliaceae. Esta especie es endémica de Brasil.

## Galería

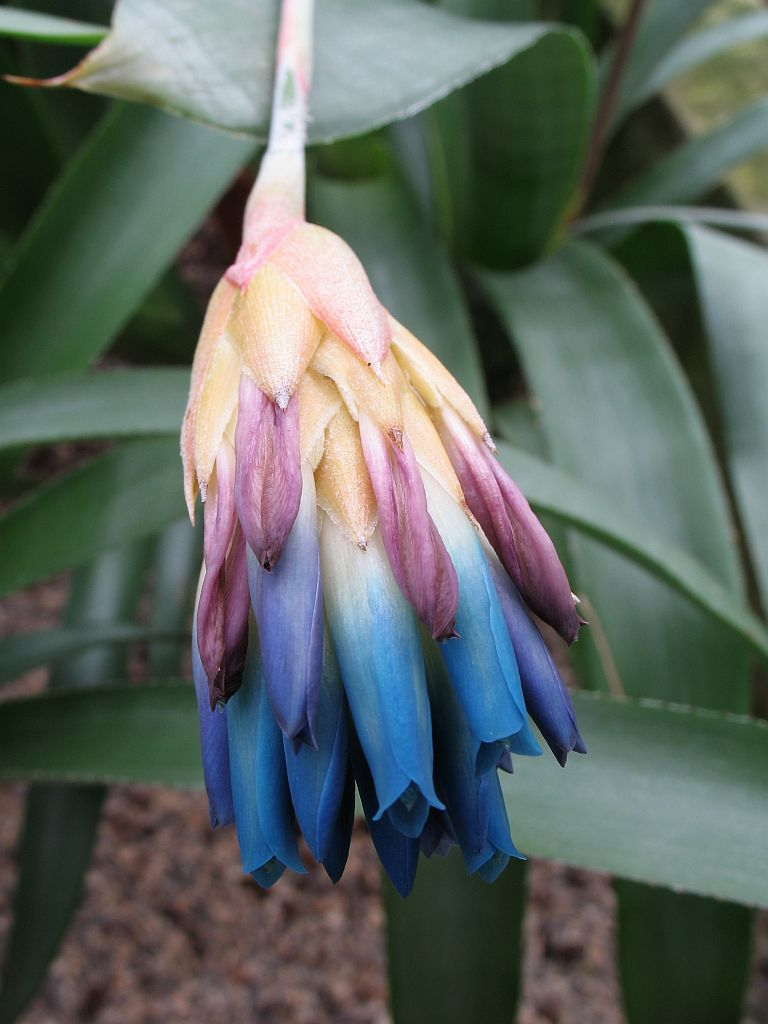
Inflorescia de Quesnelia seideliana
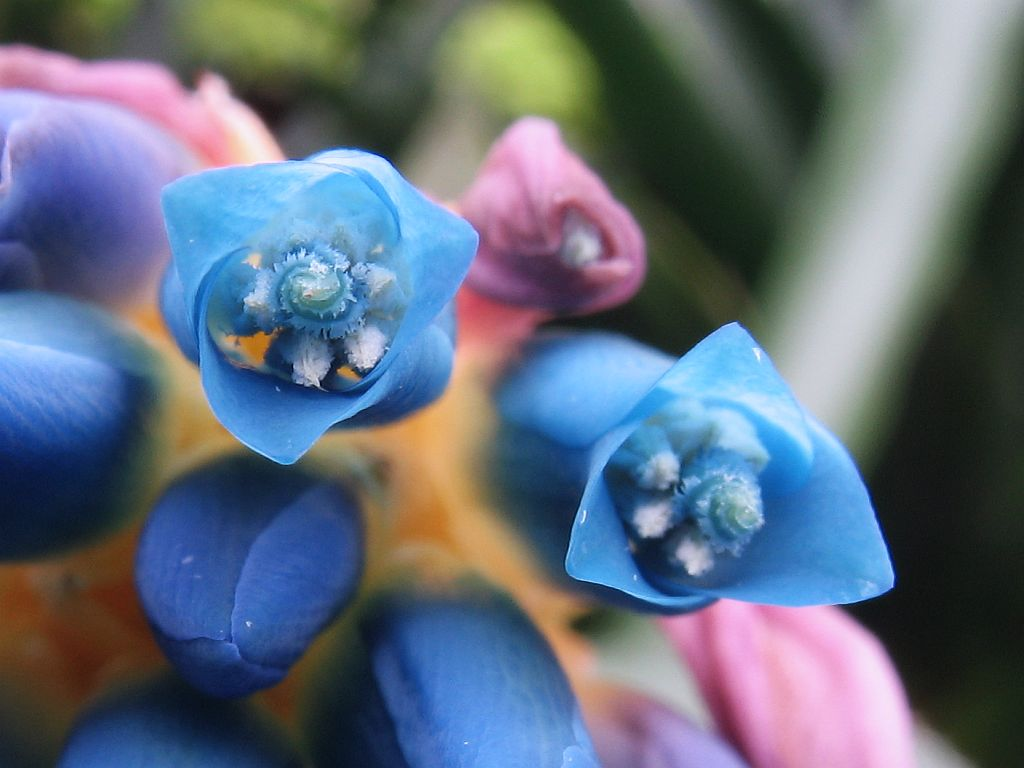
Flores de cerca
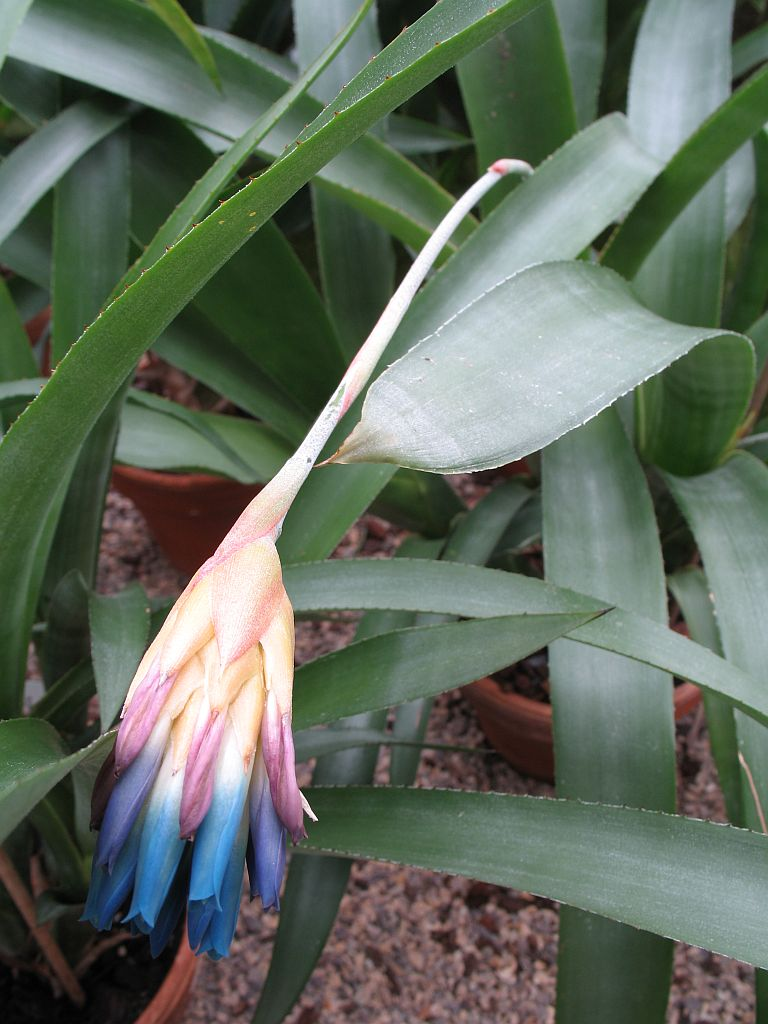
Planta completa de Quesnelia seideliana